# Bytom
Bytom (in slesiano Bytům, in tedesco Beuthen) è una città polacca, posta nel voivodato della Slesia ed inclusa nel GOP (Górnośląski Okręg Przemysłowy), vasta area industriale che fa capo alla città di Katowice.

## Storia
Nel medioevo Bytom fu capitale di uno dei ducati dei Piast, il Ducato di Bytom che comprendeva un territorio tra la Piccola Polonia e l'Alta Slesia. Il ducato fu uno dei primi ad entrare nell'area di influenza della corona di Boemia. In seguito divenne possedimento della monarchia asburgica e poi della Prussia.
Nel 1589 vi fu firmato il trattato di Bytom e Będzin tra la Confederazione polacco-lituana e la Monarchia asburgica a seguito della prima guerra di successione polacca.

## Quartieri
| - Bobrek - Górniki (Friedrichswille) - Karb (Karf) - Łagiewniki (Hohenlinde) - Miechowice (Miechowitz, fino al 1936: Mechtal) - Rozbark (Roßberg) - Stolarzowice (Stollarzowitz) - Stroszek (Strossek) - Sucha Góra (Trockenberg) - Szombierki (Schomberg) - Śródmieście (Innenstadt) |